# مدارس المتفوقين في العلوم والتكنولوجيا (مصر)
مدارس المتفوقين في العلوم والتكنولوجيا «ستيم» هي مجموعة مدارس ثانوية حكومية في جمهورية مصر العربية، تتبع وزارة التربية والتعليم والتعليم الفني، أنشأت بقرار وزير التربية والتعليم رقم 369 لسنة 2011، بدعم ومنحة من الوكالة الأمريكية للتنمية الدولية بقيمة 124 مليون دولار أمريكي، وتنتهج نظام تعليم STEM وهو نظام تعليمي يستخدم لتجميع تخصصات العلوم، التكنولوجيا، الهندسة، والرياضيات وتدريسها معًا، ويهدف إلى تحسين القدرة التنافسية للطلاب في تطوير العلوم والتكنولوجيا والرياضيات، وكذلك الاهتمام وتطوير قدرات المتفوقين في هذه التخصصات العلمية.
بدأت فكرة المدارس كمنحة أمريكية لرعاية الطلاب المتفوقين في الرياضيات والعلوم في مصر، وكانت البداية سنة 2011 بمدرسة المتفوقين في العلوم والتكنولوجيا بمدينة السادس من أكتوبر بمحافظة الجيزة، ثم توسعت حتى وصل عدد المدارس في العام الدراسي 2022 / 2023 إلى 15 مدرسة في عدة مدن ومحافظات مصرية. مدة الدراسة بالمدارس ثلاثة سنوات، وتراعي في مناهجها تغطية الموضوعات التي تدرس في مدارس الثانوية العامة مع تطبيق طرق التدريس الحديثة بنظام مجموعات العمل، مع مراعاة ألا يزيد عدد الطلاب في الفصل الواحد عن 25 طالب، ويحصل خريجو المدارس على شهادة الثانوية العامة في العلوم والتكنولوجيا للمتفوقين.

## الأهداف
أنشأت مدارس المتفوقين في العلوم والتكنولوجيا بحسب قرار إنشائها لتحقيق عدة أهداف من أهمها:
- نشر نظام تعليم تعليمي حديث "STEM" في المدارس المصرية.
- رعاية الموهوبين والمتفوقين وتنمية قدراتهم.
- تدريس المناهج المتطورة في العلوم والتكنولوجيا والرياضيات.
- تطوير استخدام أساليب تكنولوجيا المعلومات لتطوير العملية التعلمية.
- تحقيق التكامل بين مناهج العلوم والرياضيات والتكنولوجيا.
- فتح المجال أمام القدرة الكاملة الإبداعية للطلاب.

## شروط القبول
يشترط للقبول في مدارس المتفوقين في العلوم والتكنولوجيا عدة شروط أهمها:
- ألا يزيد عمر الطالب المتقدم في 1 أكتوبر عن سبعة عشر عامًا.
- أن يكون حاصل على الشهادة الإعدادية بمجموع لا يقل عن 95% مع الحصول على الدرجة النهائية في الرياضيات او اللغة الانجليزية او العلوم أو الحصول علي الشهادة الإعدادية بمجموع لا يقل عن 98% دون الحصول علي الدرجة النهائية في أي مواد
- ألا يكون الطالب قد رسب في أي سنة دراسية سابقة.
- اجتياز الطالب المتقدم للكشف الطبي واختبارات قياس المهارات والذكاء والعلوم والرياضيات.

## الفروع
يبلغ عدد مدارس المتفوقين في العلوم والتكنولوجيا في مصر في العام الدراسي 2025/2024 عدد 21 مدرسة موزعة كالتالي:
| المحافظة            | عدد المدارس | المدارس                                   | المحافظة         | عدد المدارس | المدارس                                                  |
| ------------------- | ----------- | ----------------------------------------- | ---------------- | ----------- | -------------------------------------------------------- |
| محافظة القاهرة      | 2           | -المعادي (بنات) -القاهرة الجديدة (مشتركة) | محافظة الجيزة    | 2           | -حدائق أكتوبر (بنين) -السادس من أكتوبر، الحي 11 (مشتركة) |
| محافظة الإسكندرية   | 1           | -برج العرب الجديدة (مشتركة)               | محافظة الأقصر    | 1           | -طيبة الجديدة (مشتركة)                                   |
| محافظة الدقهلية     | 1           | -جمصة (مشتركة)                            | محافظة الشرقية   | 1           | -الزقازيق (مشتركة)                                       |
| محافظة كفر الشيخ    | 1           | -كفر الشيخ (مشتركة)                       | محافظة المنوفية  | 2           | -سرس الليان (بنات) -مدينة السادات (بنين)                 |
| محافظة الإسماعيلية  | 1           | -الإسماعيلية (مشتركة)                     | محافظة القليوبية | 1           | -العبور (مشتركة)                                         |
| محافظة الفيوم       | 1           | -الفيوم الجديدة (بنين)                    | محافظة أسيوط     | 1           | -أسيوط الجديدة (مشتركة)                                  |
| محافظة المنيا       | 1           | -المنيا الجديدة (بنين)                    | محافظة بني سويف  | 1           | -بني سويف الجديدة (مشتركة)                               |
| محافظة البحر الأحمر | 1           | -الغردقة (مشتركة)                         | محافظة سوهاج     | 1           | -سوهاج الجديدة (بنات)                                    |
| محافظة قنا          | 1           | -قنا الجديدة (مشتركة)                     | محافظة الغربية   | 1           | -طنطا (مشتركة)                                           |

وهناك عدة مدارس تحت الإنشاء أو تحت التخطيط للإنشاء:
| المحافظة             | عدد المدارس تحت الإنشاء أو في الخطة نحو الإنشاء | المدارس         |
| -------------------- | ----------------------------------------------- | --------------- |
| محافظة الشرقية       | 1                                               | -فاقوس          |
| محافظة البحيرة       | 1                                               | -دمنهور         |
| محافظة السويس        | 1                                               | -السويس الجديدة |
| محافظة الوادي الجديد | 1                                               | -الخارجة        |
| محافظة بورسعيد       | 1                                               | -بورسعيد        |
| محافظة دمياط         | 1                                               | -دمياط الجديدة  |
| محافظة شمال سيناء    | 1                                               | -العريش         |

## معرض الصور

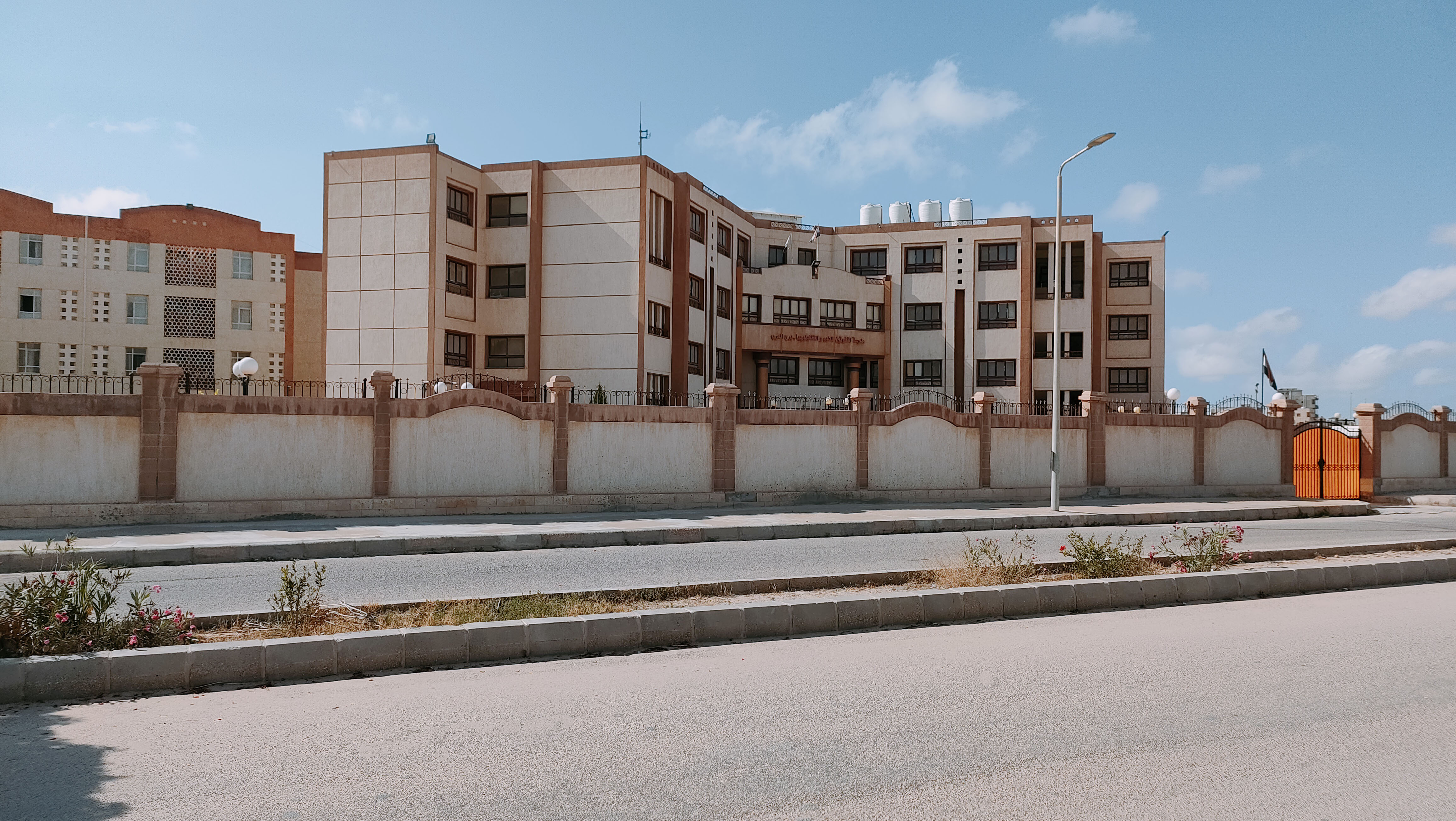
مدرسة المتفوقين ببرج العرب الجديدة بالإسكندرية
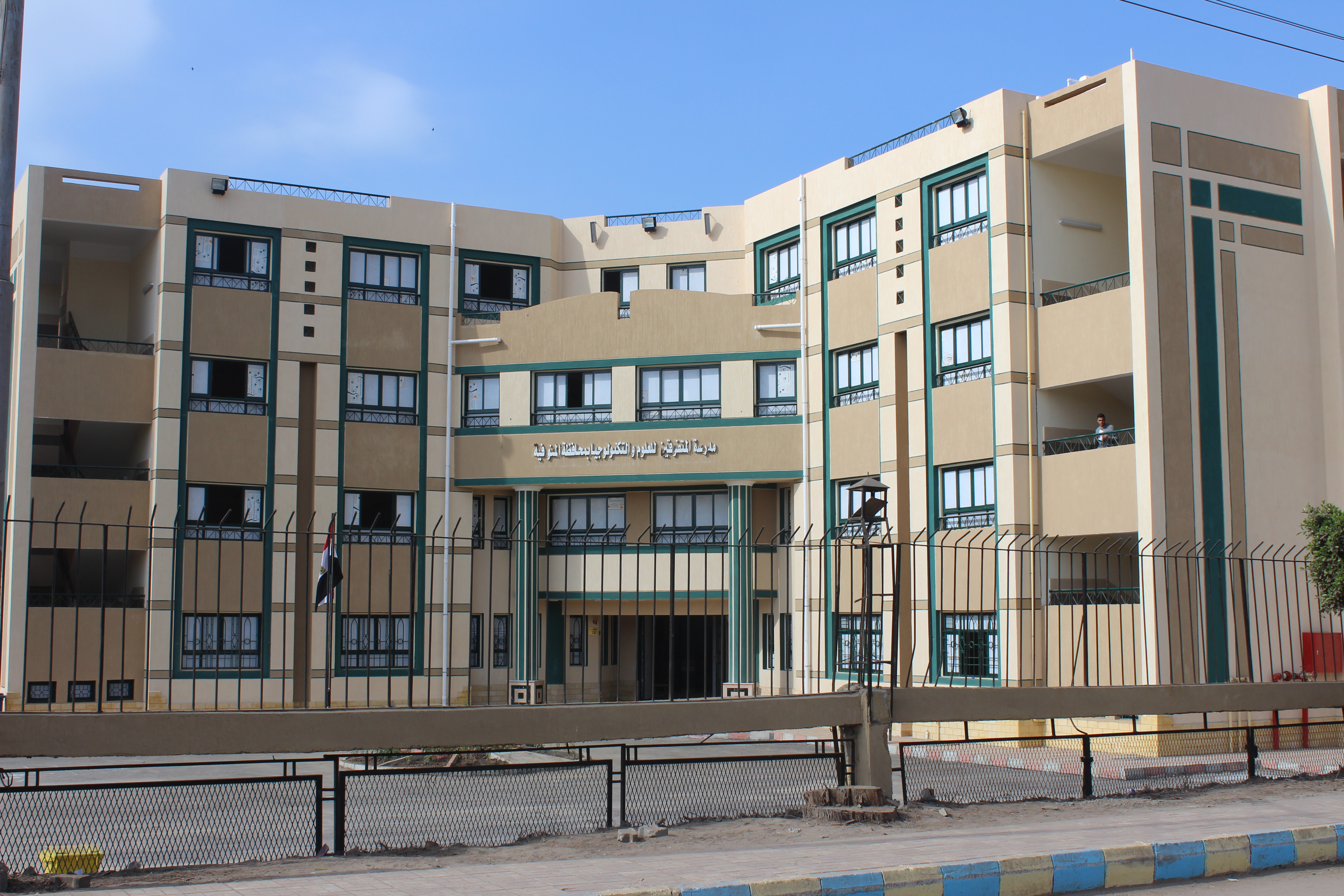
مدرسة المتفوقات بسرس الليان بالمنوفية.
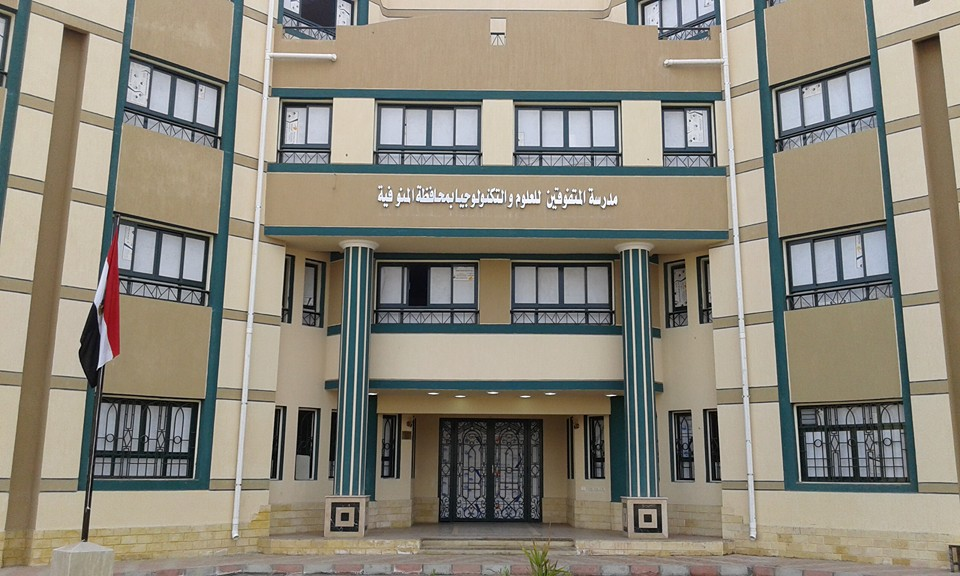
مدرسة المتفوقات بسرس الليان.
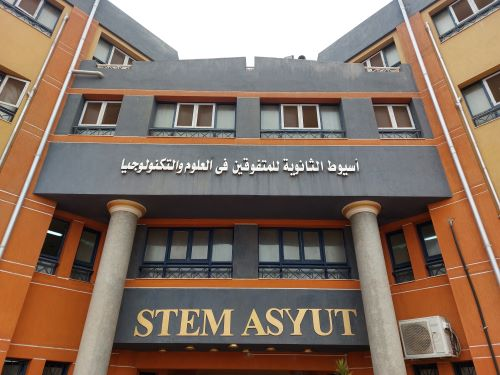
مدرسة المتفوقين بأسيوط.

## وصلات خارجية
- الموقع الرسمي للمدارس
- صفحة طلاب المدارس على موقع فيس بوك